# NGC 7022
NGC 7022 (również PGC 66224) – galaktyka soczewkowata (SB0), znajdująca się w gwiazdozbiorze Indianina. Odkrył ją 2 października 1834 roku John Herschel.